# Luleluoktbergets naturreservat
Luleluoktbergets naturreservat är ett naturreservat i Storumans kommun i Västerbottens län.
Området är naturskyddat sedan 2024 och är 401 hektar stort. Reservatet ligger nordväst om Storuman och består av  tall-, gran- och barrblandskogar.